# 徐秀美
{{漫畫

徐秀美
出生於中華民國的國際藝術家
早期活躍於報章雜誌及書刊封面的視覺設計。加為瓊瑤及1979年間出，為倪匡科幻小說，創作了系列性封作品,為兩人的文、圖，合作留下一筆佳話,有趣的是,倪匡與徐秀美二人先後都成為基督徒。她是當時知名的插畫家,被譽為插畫界的一則傳奇。
1984年於紐約「帕斯設計院」研習期間,接受國際專業雜誌「Print」採訪報導,於1985年刊登,含發表於紐約多本誌上的繪作。
1984年回台後,即全身心投入極殊異的藝術創作中,以大異其趣的畫風,於1990年個展「觀察與解析的遊戲」後,進入「全觀式美學與人性空間的思考。
徐秀美勇於創新、不断地嘗試跨越不同的領域,從高中時期為雜誌,出版社插畫、設計,畢業後進入社會、在中视任美術指導外.她也挑戰服装設計,1978年首次提出做人與造型」生命塑形的概念。
1992年發表了閉關三年的作品一「繪畫與家具(雕塑)的空間對談」。
2000年提出第一件以廣角視野的創作觀,呈現的地景藝術,位於台北市敦化南路上「鳥籠外的花園」作品,一舉成為媒體人譽為台湾曝光率最高的城市的公共藝術。
從平面到立體,作品從繪画遍及影象、服裝、雕塑、裝、公共藝術、地景境等;她在每個階段都有不同創作空間的突破與跳脫,由內而外,以自由獨特的創作形式,捕捉心靈與環境交會觸動間,微妙深沈的投射,從而乍現「生命空間」的新生態!
徐秀美認為藝術的價值是無法以数據與業绩定義的,唯有精神性感悟、超卓視覺語彙的創作,才是真正核心價值的所在。
徐秀美作品中「人類空間」的意識,敏銳展現藝術家的社會责任感與時代價值,無論取材構思,處處可見她對環境的態度、這樣的智慧形成一种獨特的魄力,超越於美感之上。
徐秀美己然從其早年的挿畫家,蛻變為如今具有生命觀照的藝術家的新標竿。

## 人物
活躍於報紙、雜誌的版面，許多書的封面繪圖也都由他包辦。1960年代出道，以「家菊」得筆名發表漫畫作品。1974年後，他轉向設計及插畫創作。筆調也有極大的改變，畫風大異其趣，線條變的柔順靈巧而夢幻，在創作中特別強調設計性的空間，讓空靈的妙趣溢滿畫面。

## 簡歷
- 1969年從復興美術工藝學校畢業。
- 1965年在《春秋出版社》發表瓊瑤小說漫畫「婉君表妹」。
- 1966年在《模範少年》發表一套電影故事漫畫「烽火鐘聲」，畫風頗有大師陳海虹的影子。
- 1969年夢龍出版社出版其武俠漫畫「真假疤面」。
- 1971年進入聯合設計有線公司擔任美術設計。
- 1972年轉往達達電視電影公司負責企劃美術、製片等工作。
- 1974年到中國電視公司擔任美術指導。這期間他的作品遍及報紙、雜誌、書籍。
- 1980年代成立愛門服飾事業公司，從事服裝設計。
- 1982年出版《徐秀美插畫‧作品集》，並在「春之藝廊」開第一次個展。
- 1983年遠赴紐約帕森斯設計學院研習，並在不同的雜誌、刊物創作插畫。
- 1985年被美國紐約設計雜誌《Print》介紹刊登。
- 1987年於台北福華沙龍聯展。
- 1990年於台北永漢藝術中心及台中金石藝廊舉行個展，之後他以設計家具為主，並舉辦了奇特的個展多次活躍於各種媒體。

## 作品一覽
- 婉君表妹
- 烽火鐘聲
- 真假疤面